# Vaterpolo
Vaterpolo je ekipni vodeni šport u kojem sudjeluju dvije ekipe s po sedam članova (jedan od njih je vratar). Uz nogomet, najstariji je momčadski šport koji se pojavio na programu Olimpijskih igara – 1900. godine u Parizu. 
Vaterpolo je, najtrofejniji hrvatski momčadski šport. 

## Pravila
Cilj igre je postići što više pogodaka. Utakmica se igra 32 minute, a podijeljena je na četiri četvrtine, od kojih svaka traje 8 minuta. Na početku svake četvrtine po jedan igrač iz svake momčadi pliva od gola prema sredini igrališta na kojemu je lopta; onaj igrač koji prvi dopliva do lopte osvaja ju na taj način i njegova momčad prva kreće u napad.

## Igralište i oprema
Vaterpolo se igra u pravokutnom bazenu najčešćih dimenzija 33x25m (iako dimenzije mogu varirati: 20-35x10-25), minimalne dubine 1.8m. Golovi su dimenzija 3x0.9m. Gol linije i centar označeni su bijelim stupićima kraj bazena, dvometarska linija označena je crvenim, a 5-metarska žutim stupićem. Lopta je opsega 0.68-0.71m, i teži 400-450 grama. Ekipe se razlikuju po boji kapica: nekada su dopuštene bile samo plave/bijele, a danas se koriste bilo kakve, uz uvjet da su kapice protivničkih ekipa različitih boja (oba golmana nose crvene kapice). Igru kontroliraju dva linijska i glavni sudac. Napad traje 30 sekundi.

## Raširenost
Države s kontinuirano jakim vaterpolo reprezentacijama su: Hrvatska, Italija, Mađarska, Srbija, Crna Gora, Rusija, Grčka, Njemačka, Španjolska, SAD, Australija, a Slovačka i Francuska drže priključak ovoj skupini. 

### Uspjesi na natjecanjima
Uvjerljivo najviše odličja s kontinentalnih i svjetskih prvenstava imaju Mađarska i zatim Italija; izuzetno uspješna je i Hrvatska vaterpolska reprezentacija, a osim njih uspješne su (bile) i SSSR, SFRJ, Španjolska, SiCG i druge. 
U međunarodnim klupskim natjecanjima, najviše uspjeha polučile su hrvatske momčadi (ističu se Mladost Zagreb, Jug Dubrovnik i Jadran Split), zatim momčadi iz Italije (posebno Posillipo Napulj, Pro Recco i Pescara), Mađarske (Honved, Vasas, BVSC i Ujpest Torna), Srbije (Partizan Beograd), Rusije, Njemačke (Spandau Berlin), Španjolske (Barcelona), a u 21. stoljeću i klubovi iz Grčke postižu uspjehe.

## Vaterpolo u Hrvatskoj
Krovna organizacija za vaterpolo u Hrvatskoj je Hrvatski vaterpolski savez. Hrvatski vaterpolisti natječu se klupski u Prvenstvu Hrvatske i Kupu Hrvatske, Jadranskoj ligi, Euroligi i Kup-u LEN-e, a reprezentativno u svjetskoj ligi i kupu te na europskim i svjetskim prvenstvima i Olimpijskim igrama. 
Za razvoj vaterpola potrebni su infrastrukturni kapaciteti, prije svega zatvoreni bazeni, koje za održavanje vaterpolo susreta i zimi imaju Zagreb, Split, Rijeka, Pula, Dubrovnik i Zadar. Amaterski odnosno rekreativni vaterpolo je ljeti iznimno popularan i u mnogim manjim mjestima duž hrvatske obale. Na dubrovačkim plažama i kupalištima svakog se ljeta održava najpoznatije amatersko vaterpolsko natjecanje – Divlja liga.
Plejade International Women’s Tournament koji se održava od 2021. u Malom Lošinju je prvi hrvatski ženski međunarodni vaterpolski turnir. Turnir je specifičan utoliko što ne postoji dobno ograničenje za igračice.

## Rekordi
Na Univerzijadi u japanskom gradu Kobeu Jugoslavija je 1985. godine pobijedila Gvatemalu 62:0. To je najuvjerljivija pobjeda u povijesti muškog vaterpola, a do 2019. bila je i najuvjerljivija pobjeda u povijesti vaterpola uopće.
U prvom kolu Svjetskog prvenstva za žene, Mađarska je 14. srpnja 2019. godine pobijedila domaćina Južnu Koreju 64:0 (16:0,18:0,16:0,14:0) i oborila jugoslavenski rekord.

## Vanjske poveznice

### Sestrinski projekti
|  | Zajednički poslužitelj ima još gradiva o temi vaterpolo |

### Mrežna mjesta
- LZMK / Hrvatska enciklopedija: vaterpolo
- LZMK / Proleksis enciklopedija: vaterpolo
- LZMK / Istarska enciklopedija: vaterpolo
- Hrvatski vaterpolski savez
- Waterpolo legends